# رالف گارمان
رالف گارمان (انگلیسی: Ralph Garman؛ زادهٔ ۱۷ نوامبر ۱۹۶۴) یک هنرپیشه، و خبرنگار اهل ایالات متحده آمریکا است.